# Domdidier
Domdidier is een voormalige gemeente en is een plaats in het district Broye van het kanton Fribourg in Zwitserland. In 2016 is de gemeente gefuseerd samen met de andere gemeenten Dompierre, Léchelles en Russy tot de nieuwe gemeente Belmont-Broye.

## Geografie
De buurgemeenten in kanton Fribourg zijn Dompierre, Russy en Léchelles. De oppervlakte van de gemeente bedraagt 8.96 km².
- Hoogste punt: 656 m
- Laagste punt: 435 m

## Bevolking
De gemeente heeft 2266 inwoners (2003). De meerderheid in Domdidier is Franstalig (86%, 2000) en Rooms-Katholiek (72%).

## Economie
7% van de werkzame bevolking werkt in de primaire sector (landbouw en veeteelt), 52% in de secundaire sector (industrie), 41% in de tertiaire sector (dienstverlening).

## Geschiedenis
In Domdidier bevindt zich een Romeins grafveld van de 1e en 2e eeuw na Christus. Vanaf 1142 behoorde Domdidier de graaf van Neuchâtel. Vanaf 1267 behoort het gebied tot de heren van Montagny en vanaf 1405 aan de graaf van Savoien. In 1478 werd het verkocht aan Fribourg en werd het bij de voogdij van Montagny gevoegd. Vanaf 1798 was het deel van het district Avenches. Vanaf 1803 bij district Montagny en vanaf 1830 tot 1848 tot het district Dompierre. Vanaf 1848 is het deel van het district Broye.